# Saze
Saze ist eine französische Gemeinde mit 2097 Einwohnern (Stand 1. Januar 2022) im Département Gard und in der Region Okzitanien.

## Lage
Saze liegt ungefähr zwölf Kilometer westlich von Avignon. In der näheren Umgebung liegen die Gemeinden von Aramon, Domazan, Rochefort-du-Gard, Villeneuve-lès-Avignon und Les Angles.

## Einwohnerentwicklung
| Jahr      | 1962 | 1968 | 1975 | 1982 | 1990 | 1999 | 2008 | 2017 |
| --------- | ---- | ---- | ---- | ---- | ---- | ---- | ---- | ---- |
| Einwohner | 449  | 513  | 679  | 1102 | 1321 | 1456 | 1785 | 2037 |

## Sehenswürdigkeiten
- Schloss, im 16. und 18. Jahrhundert aus mittelalterlichen Überresten wieder aufgebaut[1]
- Pfarrkirche Saint-Privat aus dem 12. Jahrhundert
- Springbrunnen

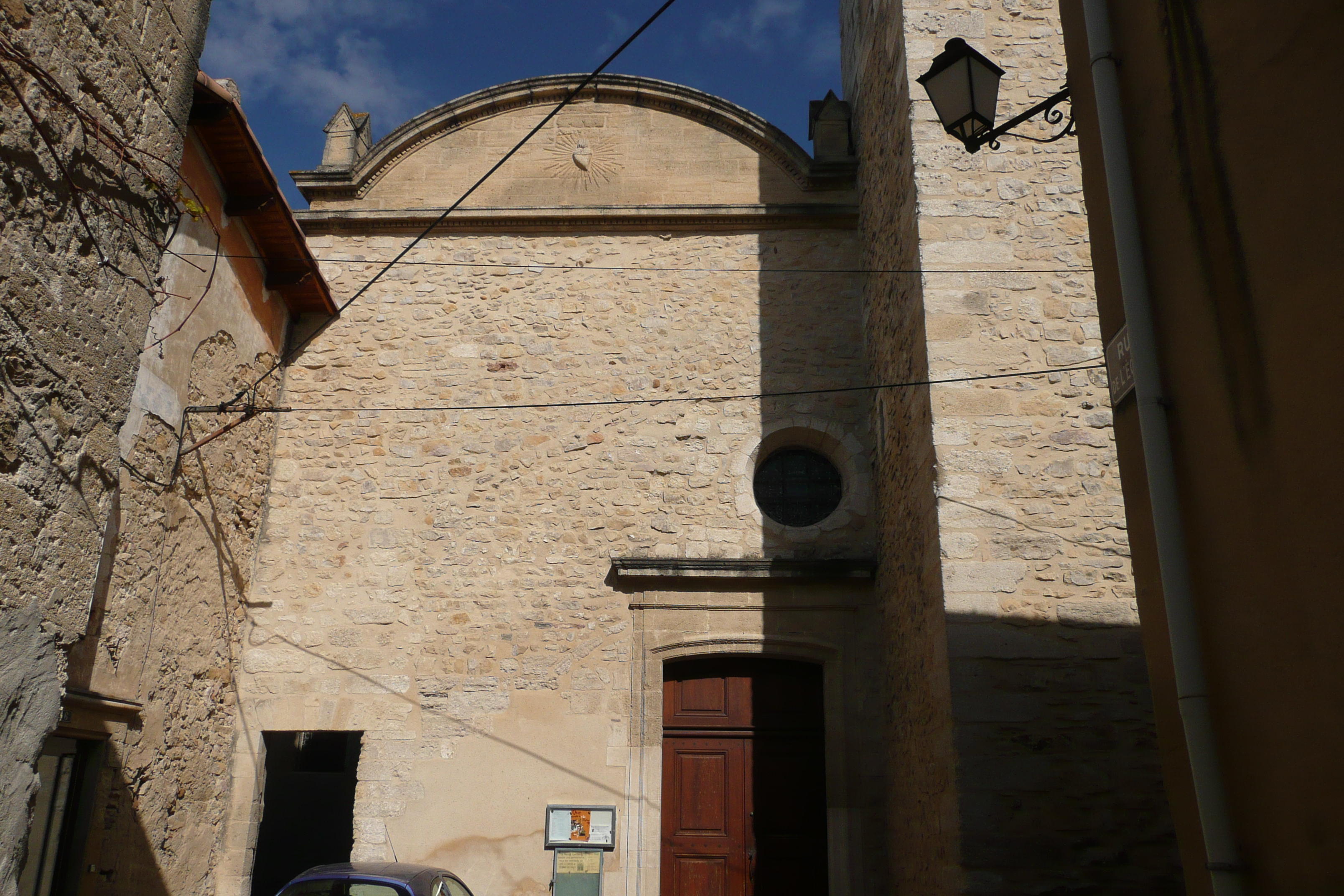
Kirche
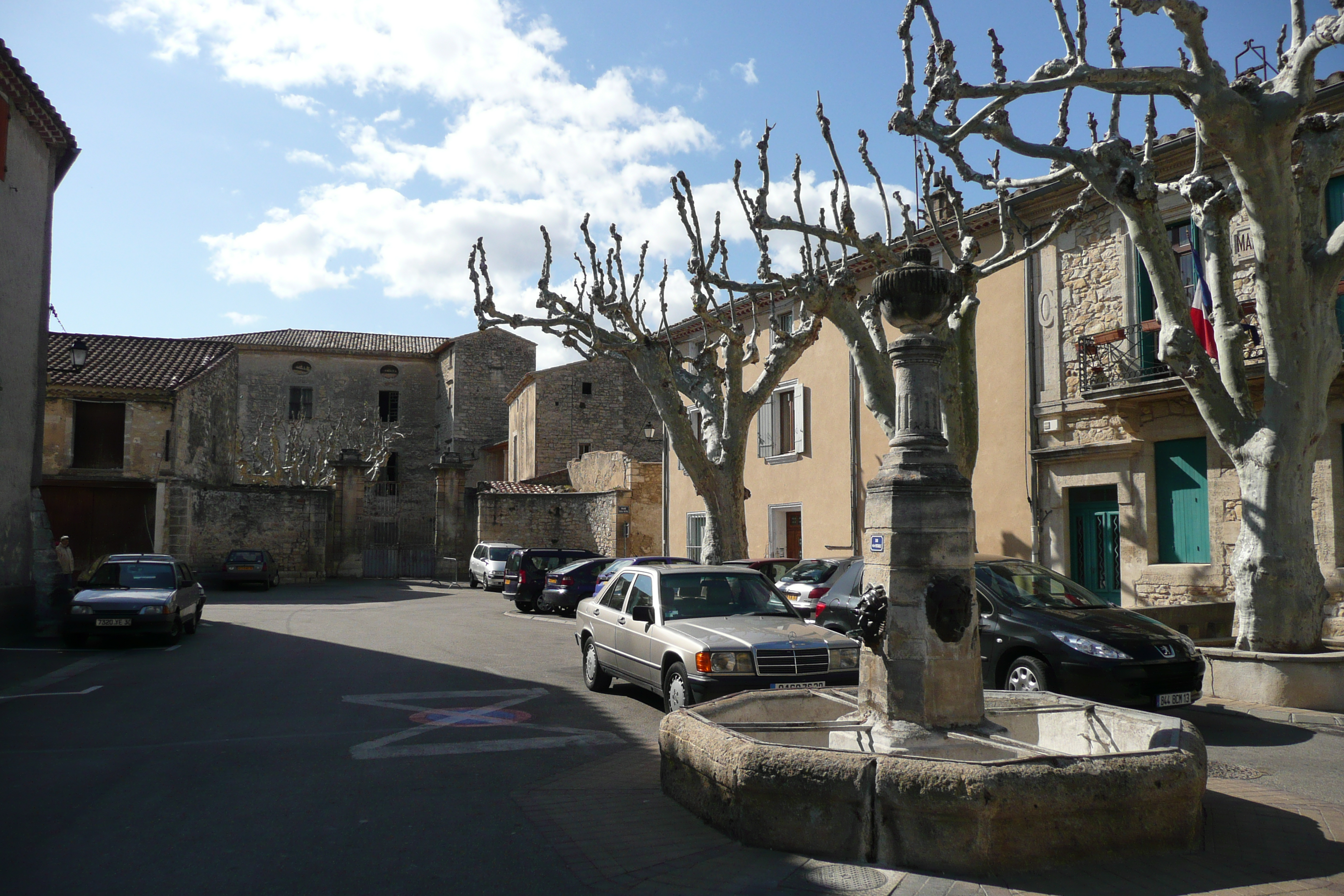
Springbrunnen